# Quận McMullen, Texas
Quận McMullen (tiếng Anh: McMullen County) là một quận trong tiểu bang Texas, Hoa Kỳ. Quận lỵ đóng ở thành phố Tilden6. Theo kết quả điều tra dân số năm  2000 của Cục điều tra dân số Hoa Kỳ, quận có dân số 851 người.